# 波里爵士音乐节
波里爵士音乐节（芬蘭語：Pori Jazz）是每年七月份时在芬兰西海岸城市波里举办的大型国际爵士音乐节，自1966年起每年举办，为欧洲最早及最著名的爵士乐音乐节之一，及芬兰知名度最高的夏季活动之一。
为期九天的音乐节通常在每年的七月份进行。多年来，很多知名的音乐家前来演出过，包括B·B·金、雷·查尔斯、迈尔士·戴维斯、凯斯·杰瑞、鲍勃·迪伦、艾尔顿·约翰、坎耶·韦斯特及山塔那合唱团。